# Ficus pleiadenia
Ficus pleiadenia är en mullbärsväxtart som beskrevs av Friedrich Ludwig Diels. Ficus pleiadenia ingår i släktet fikonsläktet, och familjen mullbärsväxter. Inga underarter finns listade i Catalogue of Life.